# Měděný hamr v Banské Bystrici

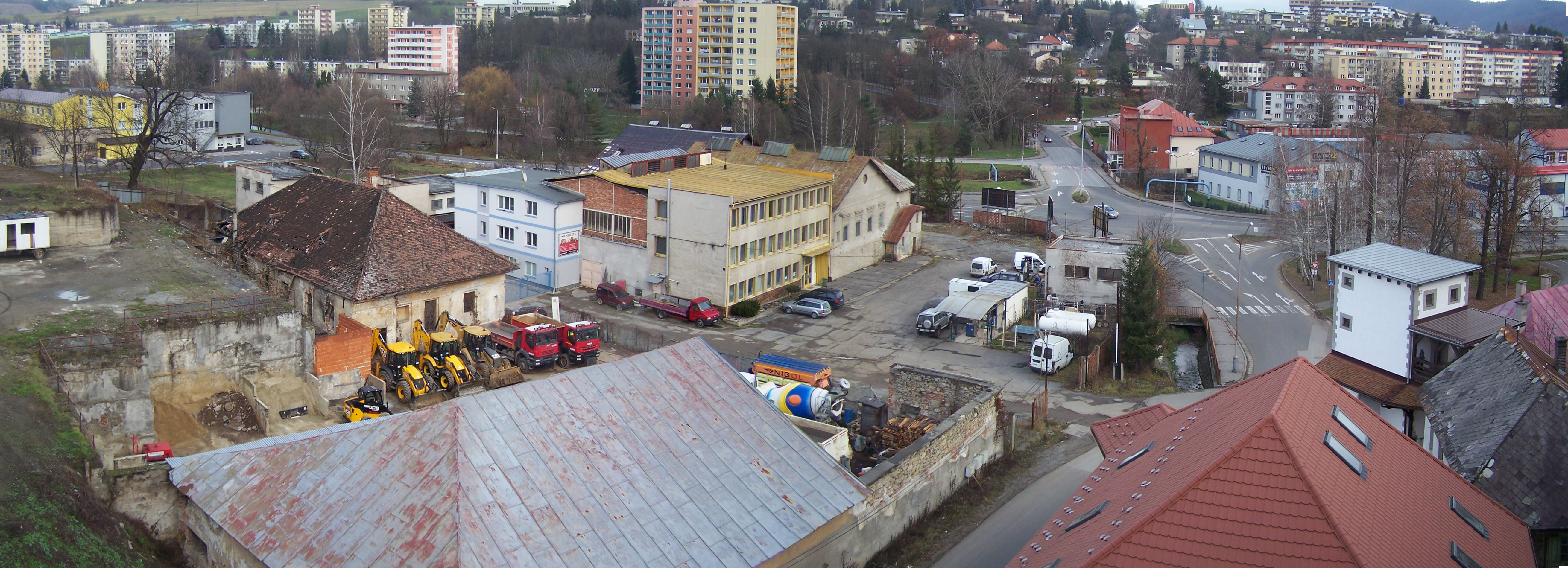
Pohled na areál Měděného hamru, 2015

Měděný hamr v Banské Bystrici byl v 15. století založený průmyslový závod na výrobu měděných výrobků, který byl součástí Banskobystrického měďařského podniku.
Banskobystrický měďařský podnik byl v tehdejším světě revolučně inovativní podnikatelskou jednotkou. Vysoká úroveň managementu se projevovala nejen ve výrobních a řídících procesech podniku, ale se uplatnila i při lokalizaci a prostorovém uspořádání jednotlivých výrobních provozů.
Na základě skutečností lze konstatovat, že Měděný hamr splňuje charakteristiky podle definice Charty průmyslového dědictví: písemné dokumenty dokládají, že od dob svého vzniku perfektně fungoval a dlouhodobě produkoval velké množství standardizovaných produktů na světové trhy daleko od mateřské země. Měděný hamr spolu s přidruženou výrobou a obytnou osadou obsahoval znaky a prvky manufaktury, ze které byl přímý přechod k podniku továrního typu. Vznik osady s jednoznačnou přímou vazbou na výrobní areál Měděného hamru dokumentuje velmi rané stadium industrializace Slovenska.
Proto mu přísluší přívlastek - historický průmyslový areál. Je materiálním dokumentem staleté kontinuity techniky a technologií, zkušenosti a vývoje hutního průmyslu mědi na jednom místě. Splnění atributů ve smyslu Listiny průmyslového dědictví potvrzuje, že Banskobystrický měďařský podnik a jeho Měděný hamr jednoznačně patří k průkopnickým výrobním provozům těžby a metalurgie mědi, které rozbíhaly éru industriální civilizace v Evropě.    

## Banskobystrický měďařský podnik

### Vznik podniku
Vznik Banskobystrického měďařského podniku byl společnou investicí krakovského měšťana Jana Thurza, působícího v Levoči a rodiny Fuggerů - bankéřů z Augsburgu. Dne 10. října 1495 uzavřeli s Horní komorou Uherska smlouvu o Banskobystrickém měďařském podniku, přičemž se zavázali postavit nedaleko města hutní závod a scezovací huť (k oddělení – scezení – stříbra od mědi). Byla to podnikatelská fúze, v současnosti nazývaná „joint venture“: nositel know-how technologie (Thurzo) se spojil s disponentem volného kapitálu (Fugger) s cílem postavit novou výrobnu s technologií i kapacitou vyššího řádu. I když podnikatelské spojení Thurzo-Fugger později zaniklo, vybudovaná výrobna fungovala a rozvíjela metalurgii mědi dalších téměř 500 let.

### Charakteristika
Výrobní základnou podniku byla intenzivní hlubinná těžba měděné rudy. Nově vytvořená, štolami a šachtami pospojovaná důlní díla dosahovala na tehdejší dobu špičkovou evropskou úroveň - uplatňovaly se v nich nejnovější technické vymoženosti a odborné znalosti (těžní a úpravárenské stroje, podrobné důlní mapy, zvládnutí bezpečného hlubinného dolování). Na těžební činnost bezprostředně navazovalo hutní zpracování rudy. V rámci podniku úzce spolupracovalo několik prvovýrob a specializované hutě. Ruda vytěžená z hlubokého podzemí se primárně zpracovávala nedaleko od místa těžby v stoupách (drtičky rudy), a tavicích hutích. Surová tavenina byla přepravena k dalšímu zpracování do technologicky specializovaných hutních provozů - rafinačních hutí a scezovacích hutí. V nich se produkovala měděná surovina různé kvality. Ta byla zpracována na polotovary a finální výrobky v samostatné metalurgické výrobně – hamru.
Mezi jednotlivými zpracovatelskými místy byly vybudovány kvalitní silnice a fungovala zde nepřetržitá, logisticky dobře organizovaná „vnitropodniková“ přeprava. Přepravní síť podniku byla z bezpečnostních i provozních důvodů oddělena od dálkových přepravních tras. Produkty měděného hamru byly na tehdejším světovém trhu velmi vyhledávané, podstatná část produkce byla určena na export do celé Evropy.
Tyto atributy podniku představují výrobní kooperaci a management takového inovativního řádu, který je charakteristický až pro nadcházející průmyslové období. Měděný hamr v tom měl nezanedbatelnou roli.

## Měděný hamr

### Vznik a charakteristika
Vznik a umístění staveb pro výrobu vždy úzce souviselo s místními surovinovými, geomorfologickými a klimatickými podmínkami. Kromě zásob výchozích surovin, vždy hrály klíčovou roli podmínky zdrojů energie zdrojů a napojení na dopravní infrastrukturu. Přítomnost těchto faktorů a jejich dostatečné kapacity byly přítomny při vzniku i během následné dlouhodobé funkčnosti areálu měděného hamru v Banské Bystrici.
Nový výrobní provoz byl postaven po roce 1496 na místě předchozí Kolmannovy hutě, která v roce 1475 vyhořela. Po roce 1496 Banskobystrický měďařský podnik přebudoval původní tavicí huť a provoz rozšířil na technologicky komplexnější výrobní areál – měděný hamr. Byl to provoz, kde se dokončovala ale i inovovala výroba, proto měl vedoucí postavení v komplexu celého banskobystrického podniku. Produkoval výrobky z mědi pro různé použití (např. měděné nádobí, kotle apod.), i vysoce kvalitní polotovary čisté mědi (tyče, pruty, bochníky) určené k dalšímu zpracování.

### Poloha
Poloha severně od města Banská Bystrica, při soutoku dvou nevelkých, ale vydatných vodních toků (Laskomerského potoka a říčky Bystrička), se již od 14. století ukazovala jako velmi vhodná k situování zařízení využívajícího sílu a energii vodního živlu ke zpracování hlavního bohatství této oblasti – měděné rudy. Ukázalo se, že energetický potenciál obou vodních toků byl rozhodující nejen pro dlouhodobý rozvoj výroby, ale i pro technologickou a prostorovou organizaci výrobního areálu.

### Rozvoj a transformace
Vývoj technologických procesů a následná modernizace výrobních zařízení v průběhu staleté historie výrobny způsobily, že areál měděného hamru se kontinuálně měnil a vyvíjel. Zachoval si však původní účel – zpracování měděné rudy – během celých téměř 500 let.
Výstavba měděného hamru po roce 1496 vyvolala podstatnou racionalizaci a inovaci dosavadní produkce mědi. Dalším mezníkem byl rok 1761. Tehdy v hamru vypukl požár, který zachvátil i velkou část nedalekého města. Po požáru byl areál kompletně přestavěn a inovována byla i jeho produkce. Přibližně z toho období je nejstarší dosud známý půdorysný plán výrobních objektů areálu měděného hamru. V roce 1764 uskutečnili návštěvu oblasti princové, synové uherské císařovny Marie Terezie. Před návštěvou byla vypracována „Zlatá kniha hornictví“ (Zlatá kniha banícka) – odborný podklad k programu jejich návštěvy. Kniha je souborem technické dokumentace a odborných popisů nejvýznamnějších hospodářských lokalit země, se kterými se mladí následníci trůnu měli seznámit. Před jejím zhotovením byl prováděn soupis a dokumentace všech důležitých staveb, patřících „eráru“ v navštívené oblasti. Kniha popisuje tři nejvýznamnější hospodářská centra středoslovenské důlní oblasti – Kremnici (Kremnitz), Banskou Štiavnici (Schemnitz) a Banskou Bystrici (Neusohl), kde je také uváděn hamr ke zpracování mědi.
Další známý plán výrobních objektů areálu Měděného hamru je z roku 1818, kdy zde byly:
- 3 velké a 3 malé kovadliny
- velká kladiva pohánělo 5 vodních kol
- 13 ohnišť, jejichž měchy pohánělo 10 vodních kol v 7 dřevěných kolesovnách
- dílna na výrobu měděného nádobí, kotlárna, výrobna drátu, stoupa (mlýn na rudu), truhlářská dílna, brusírna, sklady mědi, výrobního zboží, dřeva, uhlí
- jednotlivé technologické provozy areálu byly propojeny vodními náhony
- u hamru se nacházely obytné domy pro zaměstnance – šafáře, mistry dílen, tovaryše, strážníky a také rybník k chovu pstruhů, ovocný a okrasný sad.

Areál Měděného hamru s výrobními objekty a vodními náhony je zdokumentován i na dalších mapách z let 1859, 1864, 1888, a na několika mapách z 20. století.
Systém vodních náhonů byl významným a neodmyslitelným fenoménem banskobystrického hamru od počátku. Zajišťoval provozu tažnou sílu k pohonu pracovních strojů – kol, válců a bucharů. Náhony v minulosti ohraničovaly celý areál. Hlavní přívod vody byl ze severní strany, odkud byla napojena jednotlivá zařízení. Systém byl vytvořen odražením přívodního kanálu (náhonu) z potoka Bystrička v konci Starohorské doliny nad Hamry a před vstupem do areálu se větví na dvě větve. Severojižní větev procházela kolem bývalé budovy válcovny do objektu pecí (tzv. hiarty). Tam byly další rozvody ke kolesovnám s hnacími koly. Pod objektem pecí se pak voda vracela do potoka Bystrička. Druhá větev se odkláněla směrem na východ nad válcovny, přecházela k dnes již neexistujícím objektům výroby měděných destiček a odtud přímo do potoka. V areálu hamru se nacházelo přibližně 500 metrů vodních náhonů, přičemž celý systém přivádění vody dosahoval délky až 1160 m a převýšení 20,08 m.
I když náhonový systém byl pro areál podmiňující, nebyl neměnný. Jak ukazuje vývojová řada schémat náhonů, jejich trasování v rámci areálu se několikráte změnilo, v závislosti na změnách ve výrobním postupu a používaných technologiích.
Dnes je zachováno jen torzo severojižní trasy nad objektem dílen. Tvoří ho pravoúhlé betonové žlaby se zachovalými částmi zdymadel, pocházející z přestavby ze začátku 20. století, kdy byly objekty modernizovány – původní náhony byly pravděpodobně dřevěné. V dlouhé výrobní historii hamru až do 20. století se pro výrobní aktivity využívala hnací síla vodní energie, bez devastujících účinků na životní prostředí.
Další rozsáhlé přestavby areálu souvisely se zavedením elektrolýzy koncem 19. století a v první polovině 20. století s inovací technologických postupů novým správcem. Po roce 1945–1948 byla výroba modernizována a začala výroba síranu nikelnatého, od roku 1958 se zde zpracovával elektrolyticky i mangan. Areál sloužil jako ověřovací zařízení – laboratoř hydrometalurgických postupů pro zpracování polymetalických rud. V sedmdesátých letech 20. století byl areál okleštěn v důsledku výstavby silniční estakády nad areálem. V roce 1995 byla metalurgická výroba na tomto místě ukončena a areál byl následnou neřízenou privatizací majetkoprávně rozdroben, přičemž noví majitelé část objektů a tras vodních náhonů odstranili.

### Sídelní rozvoj lokality
Odedávna byly výrobní technické stavby umisťovány mimo města nebo na jejich okrajích, přičemž správce a mistři zpravidla obývali domy uvnitř přilehlého města. Měděný hamr byl výjimkou. Přestože město Banská Bystrica bylo vzdáleno necelé 3 km, samostatná osada zaměstnanců vznikla v bezprostřední blízkosti hamru. Osada se vyvíjela jako výrobně-sídelní jednotka s širokou škálou funkcí a služeb pro své obyvatele. Soubor obytných a správních budov – dohromady 15 zděných, 7 dřevěných staveb a 6 výrobních staveb, spojených vodními náhony – se při hamru rozprostíral již v 18. století.
Osada s 28 budovami byla zformována do urbanistické struktury se zřetelným funkčním zónováním. Zóny byly prostorově rozčleněny podle funkce na:
- Výrobní zónu,
- zónu zprávy (částečně spojenou s funkcí „služebního“ bydlení) a
- zónu bydlení zaměstnanců.

Jednotlivé zóny byly propojeny komunikacemi a nevelkými volnými plochami typu náměstí. Pozoruhodný fenomén osady představuje bohatý výskyt vzrostlých stromů, které se nacházely na náměstí i v těsné blízkosti kolem výrobního areálu. Měděný hamr je dokladem toho, že funkční zónování specifických výrobních sídel bylo známé na území dnešního Slovenska (tehdy Uherska) již od 17. století.

### Urbanismus a architektura
Přestože areál od počátku patřil do katastrálního území města Banská Bystrica, svůj autentický vizuální výraz si uchoval do poloviny 20. století. Charakterizovala ho nízká, jedno až dvoupodlažní úroveň zástavby s izolovaně stojícími domy podél komunikace, která přes Laskomerskou dolinu vedla k hutím v Tajově. Rozvolněné uspořádání staveb bez znatelné uliční čáry bylo vyvoláno provozními potřebami výroby, ne urbanizačními záměry rozvoje sídla. Osazení výrobních objektů hamru bylo podmíněno krátkou dostupností k transportním komunikacím, ale zejména nezbytným kontaktem s energetickým zdrojem pohonu strojů, tj. v bezprostřední blízkosti vodního toku Bystrička a na náhonech vybudovaných na něm. Scenérii osady doplňovaly vysoké komíny budov a štíhlá zvonička.
Objekty správce a mistrů ležely odděleně od výrobních budov a vodních toků – na opačné straně silnice, resp. horní návsi. Ze všech těchto domů byl dobrý dohled na areál hamru. Charakter samostatného sídla ztratil až v 70. letech 20. století, jako dopad výstavby estakády dálkové silniční komunikace E77 přes areál.
Vlastní formální znaky charakterizovaly původní strukturu areálu. V horizontální rovině se projevovalo již zmíněné funkční zónování, ve vertikálním směru to bylo rozložení objektů ve svahu, který na krátkém úseku dosahuje převýšení až 7 metrů. V pozadí osady gradovaly terénní vlny podhůří Kremnických vrchů, které doplňovaly živou scenérii celého sídla. Uspořádání objektů ve směru vrstevnic, typické pro celý komplex během více než 400 let, zaniklo postavením estakády.
V části původního areálu u Laskomerské cesty je dosud zachován objekt původních pecí (hiarty), který je nejstarším ze zachovaných výrobních objektů. Od počátku 20. století je nevyužíván, jeho torzo však stále obsahuje vzácné dokumentační a výpovědní prvky o technologickém procesu výroby. Původně to byl vlastní objekt hamru – s ohništi, komorami, sklady, brusírnami a kancelářemi.
V dosud zachovaném torzu budovy je možné sledovat vstupní prostor zaklenutý valenou klenbou z lomového kamene. Na bočních stěnách jsou viditelné otvory s půlkruhovým ukončením, které kdysi sloužily náhonům. Dnes jsou zazděné. Tuto část objektu je možno datovat do vzniku banskobystrické měďařské společnosti – 1496. Je možné, že části zdí jsou dokonce pozůstatky starší Kolmannovy hutě. Hlavní prostor objektu tvoří trojlodí s valenou klenbou s lunetami a pruskými klenbami. V klenbách jsou otvory pro dymník nad bývalými ohništi. Střední část trojlodí je možné datovat do 16. století, část cihlových kleneb a pruské klenby vznikly pravděpodobně v období po roce 1759–1761. Trojlodí je v zadní části ukončeno prostorem s valenou klenbou, na kterou se napojuje samostatný prostor s dřevěným trámovým stropem a datováním 1843. Obvodové zdivo je do výšky 1–2 metru kamenné, výše pokračuje smíšené zdivo (kámen, cihla) s plynulým přechodem do kleneb.
Uliční průčelí objektu je hladké, členěné asymetricky osazenými otvory. V literatuře a archivních fondech jsou zachovány fotografie objektu ještě ze začátku 20. století, které umožňují rekonstrukci fasády i objemu objektu.
Budova dílen, která stojí uvnitř areálu na místě původní válcovny a hamru pro kování a vypalování mincovních cánů (tyčí), je dalším zachovaným objektem původního výrobního areálu. Je to novější objekt, byl postaven v roce 1851, pravděpodobně s využitím zdí původního objektu. Dodnes se zachoval s pouze malými pozdějšími úpravami.
Další novější objekt pochází z druhé poloviny 19. století (přestavěn byl v 2. polovině 20. století). Má přímý vztah k technologickému objektu původního areálu. Je to objekt laboratoří s bývalou halou elektrolýzy. Byl postaven na místě staršího objektu pro výrobu měděných destiček k ražbě mincí a k němu přiléhá blok haly elektrolýzy.
Dosud zachované objekty ze zóny správy podniku dokumentují industriální charakter osady a architektonickou kvalitu jejích budov. Objekty obytné funkce už téměř zanikly respektive byly zlikvidovány. 
Zvláštní postavení mezi nimi má dům hamerního šafáře (Laskomerská ulice č. 5), který se prakticky jako jediný zachoval v relativně intaktní podobě. Objekt je situován při úbočí příčné Laskomerské doliny a stejnojmenného potoka. Dům původně sloužil jako služební dům pro šafáře: na přízemí byla kancelář přístupná přes nárožní rizalit, obytné místnosti šafáře, kuchyň a komora byly na patře. K objektu patřily i další budovy – sklady, remíza (vozovna) se vstupním prostorem a stáje – které se však již nedochovaly. Je to bloková dvoupodlažní budova s vystupujícím věžovým rizalitem na severovýchodním nároží. Dům má zachovanou a dobře čitelnou původní prostorovou dispozici: místnosti se řadí vedle sebe kolem centrálního prostoru. Ústřední prostor na přízemí je zaklenut klenebnými pásy na střední sloup. Na druhém patře je trojtraktová dispozice s příčně orientovanou středovou komunikací. Místnost (síň) v severozápadní části podlaží má valenou klenbu s třemi páry lunet, na nichž je čitelná malovaná výzdoba z konce 17. století. Na fotografiích z roku 2006 je místy viditelné původní kvádrování nároží a malování podstřešní římsy. Nový majitel objektu omítky z fasády odstranil, čímž tento autentický výtvarný dokument zanikl.
Objekt je datován předběžně do 17. století, přičemž část prostor může být i starší – zejména ústřední prostor se středním sloupem. Přístavba na jižní straně pochází z úprav v průběhu 18. a 19. století.
Přibližně ze stejného období je dům nočního hlídače (Laskomerská ul. č. 3). Stojí nedaleko domu šafáře, za Laskomerským potokem. Jeho stavební zajímavostí je osazení do rostlé skály, která je v polozapuštěných prostorách přízemí otevřeně přiznána. Objekt vznikl pravděpodobně v 17. století jako naturální byt patřící k areálu. V následujících stoletích byl upravován. Do roku 1995 sloužil k obytným účelům, dnes je bez využití.
Další domy z původní osady Měděný hamr se dodnes zachovaly na Laskomerské ulici: dům č. 1 (původně obytný dům č. 10 (dům „mincmistra“ a nástrojářského mistra), dům č. 13 (dům hamerního mistra) a další původně obytný dům na Lazovní ulici č. 71. Vznik těchto domů lze datovat podle dochovaných kleneb a detailů do období 17. století s pozdějšími úpravami v následujících stoletích. Všechny popsané domy, výrobní a technické objekty představují už jen torzo z původní výrobně-multifunkční osady. O to významnější je jejich dokumentární hodnota. Všechny jako urbanistický a architektonický celek dokumentují staletý vývoj typologie výrobních staveb, jejich energetické vybavenosti a vznik zaměstnaneckých obytných kolonií. Dispoziční a prostorová organizace areálu vyjadřovala téměř funkcionalistické vazby mezi jednotlivými specializovanými výrobnami a energetickými zdroji.
Navzdory ztrátám v objektové i objemové struktuře osady, areál Měděného hamru dosud obsahuje několik objektů a technická řešení s vysokou dokumentární hodnotou dokladující jeho významné postavení v dějinách evropské industrializace. V areálu byly postupně budovány různé formy staveb pro výrobu mědi a dalších metalických komponentů. Vznikaly v závislosti na změnách výrobních technologií. Doplňkové objekty správní a obytné funkce dokumentují vysoký stupeň výrobní specializace a kooperace v rámci areálu i celého podniku včetně sociálního zázemí.